# Bosnisch-herzegowinische Volleyballnationalmannschaft der Frauen
Die bosnisch-herzegowinische Volleyballnationalmannschaft der Frauen ist eine Auswahl der besten Spielerinnen aus Bosnien und Herzegowina, die den Odbojkaški Savez Bosne i Hercegovine bei internationalen Turnieren und Länderspielen repräsentiert.

## Geschichte
Bosnisch-herzegowinische Mannschaften nehmen seit der Unabhängigkeit 1992 an internationalen Wettbewerben teil. Zuvor waren die Volleyballspielerinnen Teil der jugoslawischen Nationalmannschaft.

### Weltmeisterschaften
Bosnien konnte sich bisher noch nie für eine Volleyball-Weltmeisterschaft qualifizieren. Bei der Qualifikation zur WM 2018 gewann die Mannschaft nur ein Spiel.

### Olympische Spiele
Bosnien nahm noch nie an einem olympischen Volleyballturnier teil.

### Europameisterschaften
2021 debütierte Bosnien an der Europameisterschaft und erreichte den 19. Platz.

### World Cup
Am Volleyball World Cup war Bosnien bisher nicht beteiligt.

### World Grand Prix
Auch der Volleyball World Grand Prix fand bisher ohne Bosnien statt.

### Europaliga
Bosnien nahm bisher nicht an der Europaliga teil.